# (11161) Daibosatsu
(11161) Daibosatsu est un astéroïde de la ceinture principale.

## Description
(11161) Daibosatsu est un astéroïde de la ceinture principale. Il fut découvert le 25 janvier 1998 à Ōizumi par Takao Kobayashi. Il présente une orbite caractérisée par un demi-grand axe de 2,34 UA, une excentricité de 0,01 et une inclinaison de 3,0° par rapport à l'écliptique.

## Compléments